# Rien (Gemeinde Waidhofen an der Ybbs)
Rien (früher auch Rinn) ist eine Ortschaft und eine Katastralgemeinde der Statutarstadt Waidhofen an der Ybbs in Niederösterreich.

## Geografie
Die Katastralgemeinde befindet sich nordwestlich von Waidhofen und erstreckt sich vom Redtenbach im Süden bis zum Nellingbach im Norden. Der Ortsname leitet sich von Rinne ab und bezieht sich zunächst auf das Haus Rien nördlich über dem Redtenbach und weiters auf die historischen Lagen I. Riener Rotte, II. Riener Rotte und III. Riener Rotte, in welche die zahlreichen Einzellagen zusammengefasst wurden. Die III. Riener Rotte wurde der Katastralgemeinde Konradsheim zugewiesen.

## Geschichte
Im Jahr 1838 wurden die drei Rotten von Rien als landwirtschaftlich geprägt dargestellt, jedoch wird bei der im Norden liegenden I. Riener Rotte die Gewinnung von Steinen hervorgehoben. Diese wurden in der eisenverarbeitenden Industrie als Schleifsteine genutzt oder als Baumaterial verwendet, wenn Marmor zu teuer war. Auch die k.k. Hofkammer für Münz- und Bergwesen erwarb im Jahr 1799 vom Hochstift Freising einen beim Gut Zulehen gelegenen Schleifstein-Bergbau, der Zulehner Bruch genannt wurde. Das heutige Schloss Zulehen befindet sich gegenüber von Raifberg unmittelbar westlich an der Ybbs. Weitere Abbaustellen im Raum Sonntagberg und Windhag befanden sich in privater Hand.

## Siedlungsentwicklung
Zum Jahreswechsel 1979/1980 befanden sich in der Katastralgemeinde Rien insgesamt 100 Bauflächen mit 35.455 m² und 118 Gärten auf 271.317 m². 1989/1990 gab es 94 Bauflächen. 1999/2000 war die Zahl der Bauflächen auf 448 angewachsen und 2009/2010 bestanden 236 Gebäude auf 471 Bauflächen.

## Bodennutzung
Die Katastralgemeinde ist landwirtschaftlich geprägt. 386 Hektar wurden zum Jahreswechsel 1979/1980 landwirtschaftlich genutzt und 125 Hektar waren forstwirtschaftlich geführte Waldflächen. 1999/2000 wurde auf 353 Hektar Landwirtschaft betrieben und 156 Hektar waren als forstwirtschaftlich genutzte Flächen ausgewiesen. Ende 2018 waren 353 Hektar als landwirtschaftliche Flächen genutzt und Forstwirtschaft wurde auf 148 Hektar betrieben. Die durchschnittliche Bodenklimazahl von Rien beträgt 23,9 (Stand 2010).

## Persönlichkeiten
- Peter von Rawita-Ostrowski (1902–1964), österreichisch-bayrisch-peruanischer Maler, wurde hier geboren